# For the Honor of the Crew
For the Honor of the Crew è un cortometraggio muto del 1915 diretto da William P.S. Earle, qui al suo primo film. Il regista ne firmò anche la sceneggiatura.

## Produzione
Il film fu prodotto dalla Vitagraph Company of America  (con il nome Broadway Star Features).

## Distribuzione
Distribuito dalla General Film Company, il film - un cortometraggio in tre bobine - uscì nelle sale cinematografiche statunitensi il 9 novembre 1915.